# Savilahti (Kuopio)
Savilahti est un quartier de Kuopio en Finlande.

## Description
A Savilahti se trouvent le parc scientifique de Kuopio, l'université des sciences appliquées Savonia, le centre de recherche technique de Finlande, le KTL, le GTK, l'autorité de sécurité des aliments Evira, le Työterveyslaitos, Honeywell, les forces armées, l'Institut météorologique finlandais, l'université de l'Est de la Finlande, l'hôpital universitaire de Kuopio, et un hypermarché Prisma.  

## Lieux et monuments

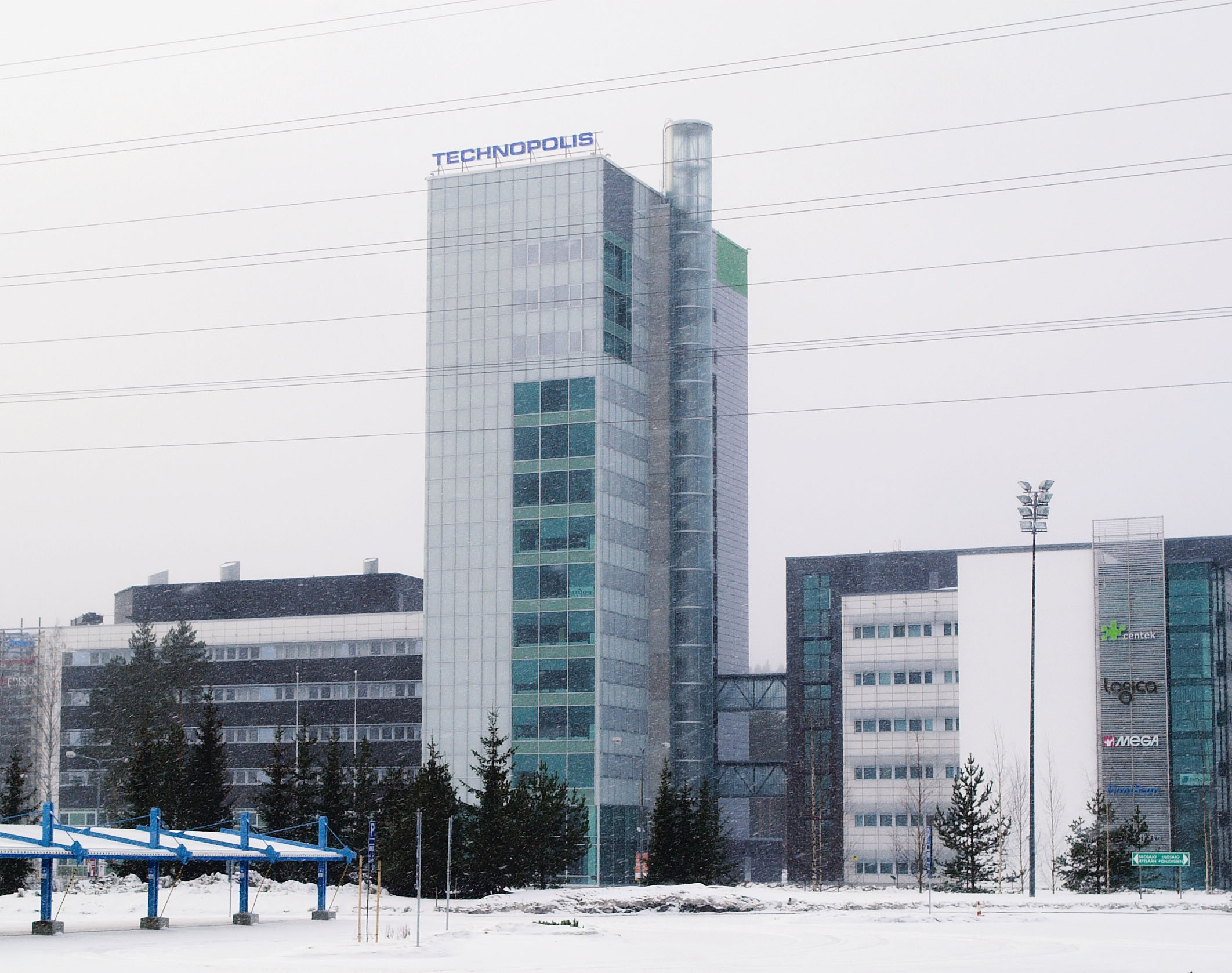
Technopolis à Savilahti.
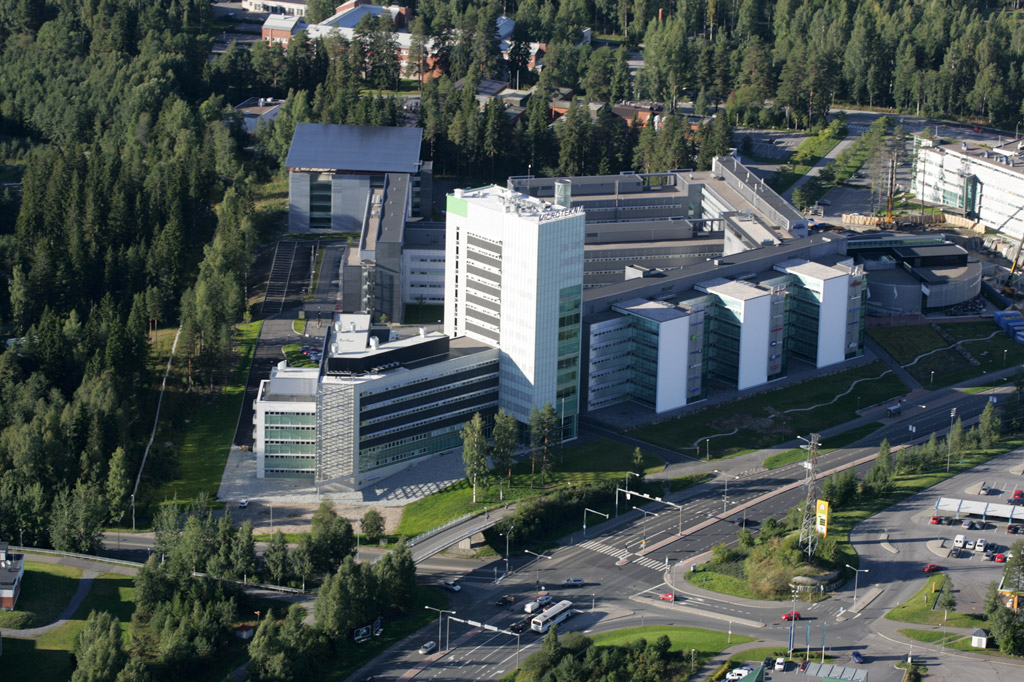
Parc scientifique de Kuopio.
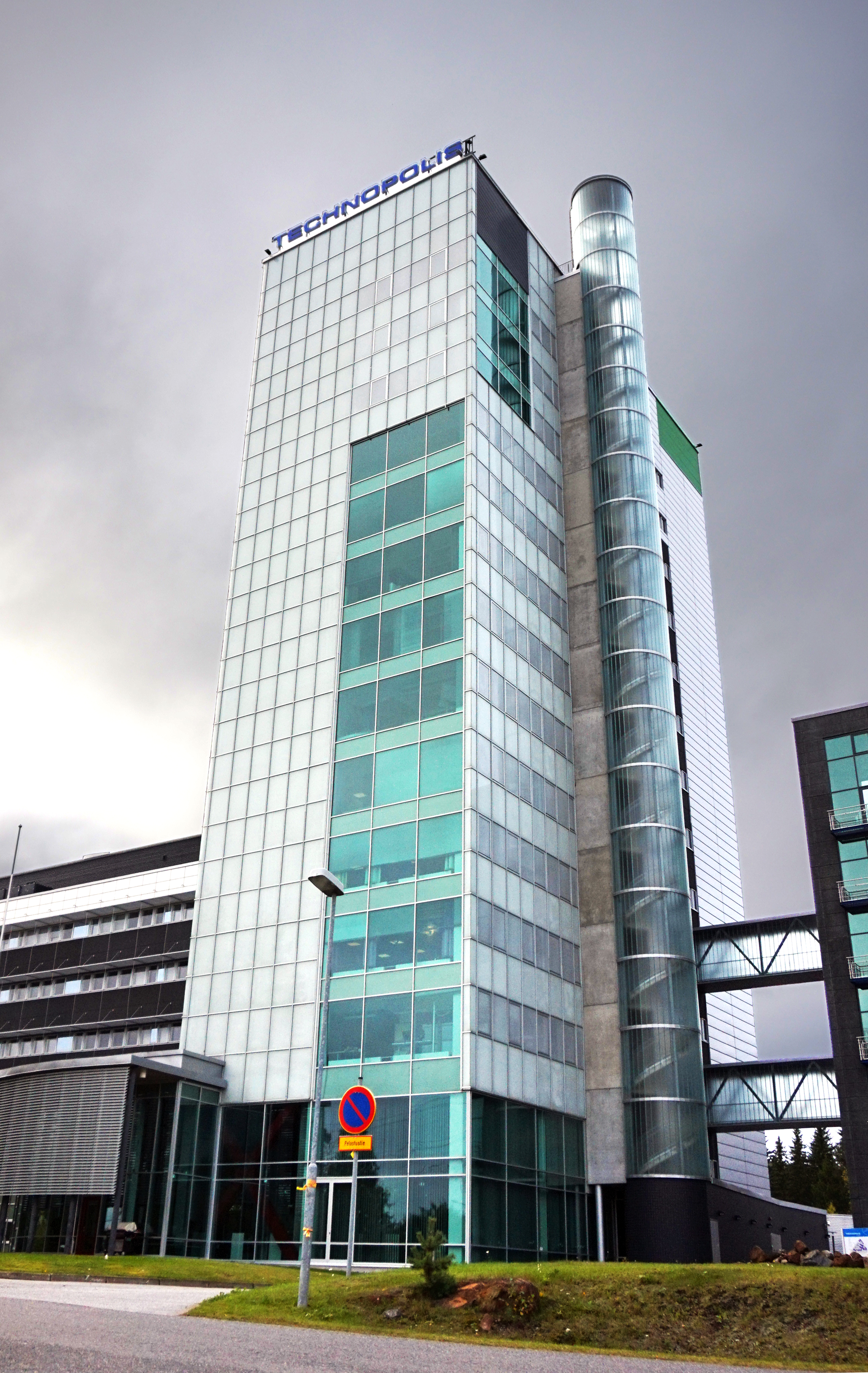
La microTower.
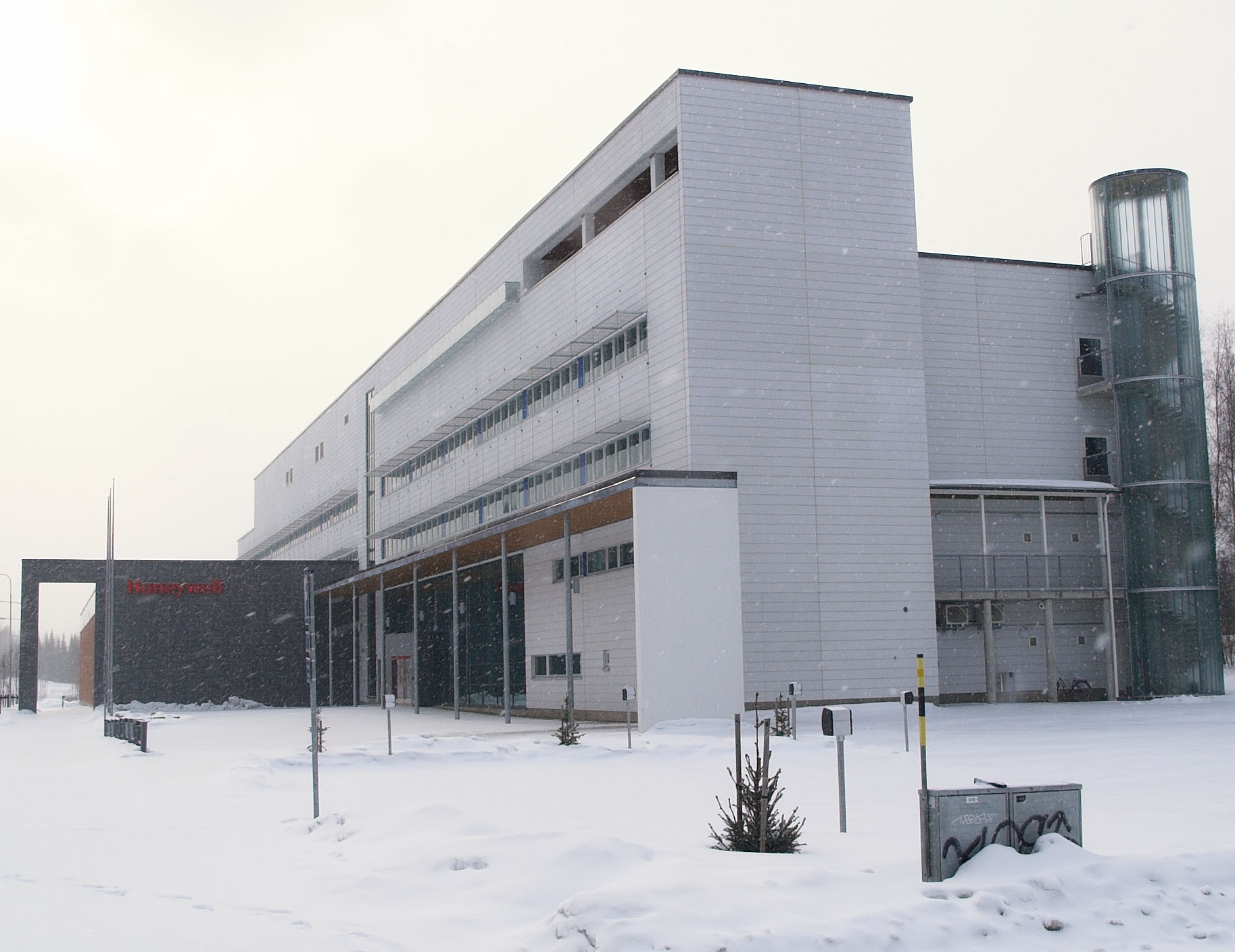
Honeywell .
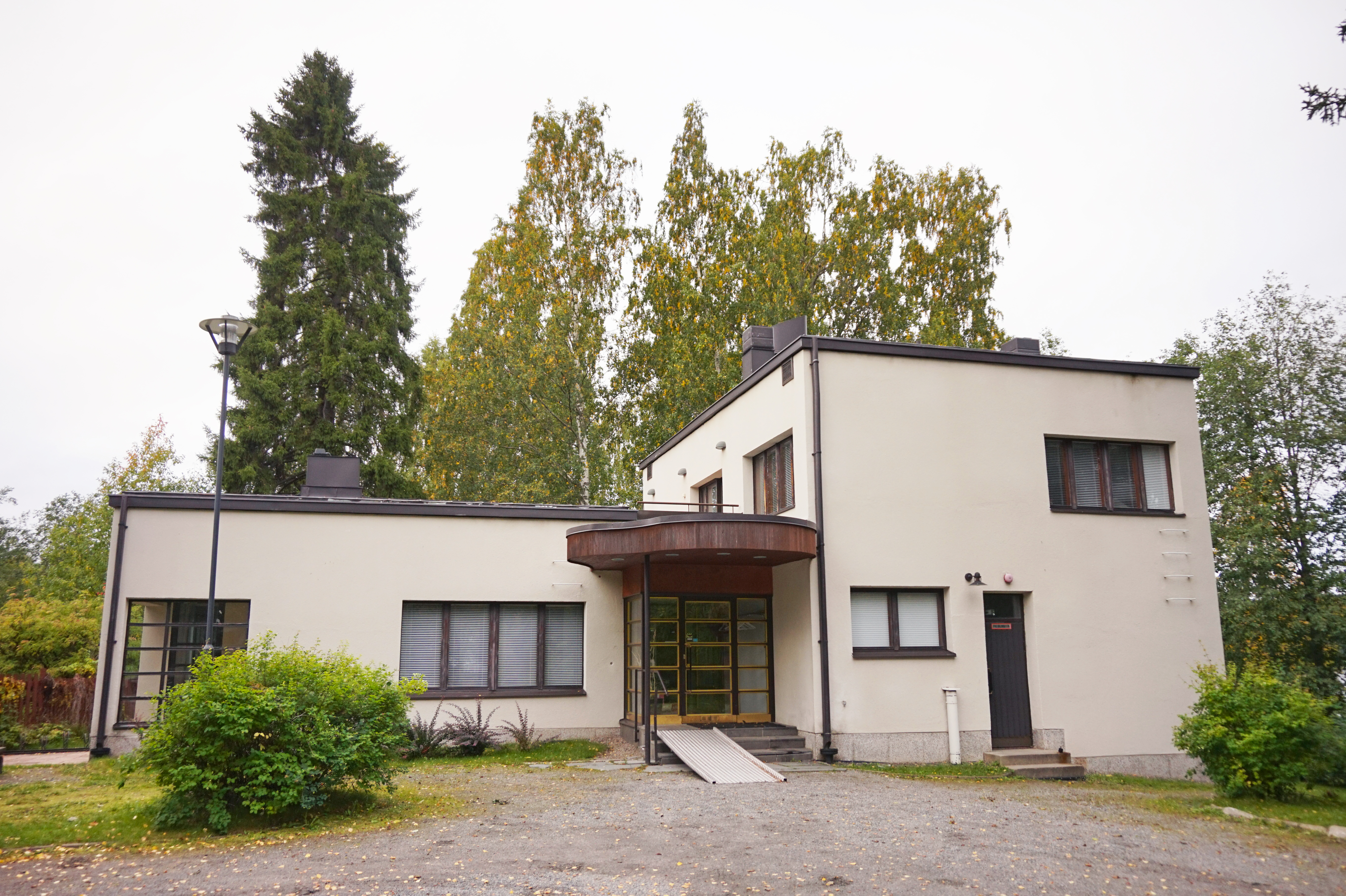
Tiukanlinna.